# Мала Чирядка
Мала Чиря́дка (рос. Малая Чирядка) — присілок у складі Кічменгсько-Городецького району Вологодської області, Росія. Входить до складу Кічмензького сільського поселення.

## Населення
Населення — 8 осіб (2010; 35 у 2002).
Національний склад (станом на 2002 рік):
- росіяни — 97 %